# Ziyang
Ziyang (xinès simplificat: 资阳; xinès tradicional: 資陽; pinyin: Zīyáng; Wade–Giles: Tzu-yang) és una ciutat a nivell de prefectura a la província de Sichuan, a la República Popular de la Xina. Limita amb la capital provincial Chengdu al nord-oest, Deyang al nord, Suining al nord-est, la municipalitat de Chongqing a l'est i Neijiang a l'oest. La seva superfície és de 5.746,64 quilòmetres cuadrats. El seu desenvolupament serà molt important per la proximitat al nou aeroport i a la zona econòmica de Chengdu. Segons el cens xinès del 2020, la població total de Ziyang era de 2.308.631 habitants, dels quals 867.119 vivien al districte de Yanjiang.

## Geografia

### Clima
Ziyang té un clima monsònic subtropical amb una temperatura mitjana anual de 17 °C, una precipitació mitjana anual de 1.100 mm, amb 1.300 hores de sol i un període anual mitjà lliure de gelades de fins a 300 dies. Hi ha molts núvols i boira. La humitat de l'aire és alta i la diferència de temperatura entre el dia i la nit és petita; la velocitat mitjana del vent és petita i el nombre de dies de vent fort és reduït. La temperatura mitjana anual a tot el territori de Ziyang és d'uns 17 °C; la precipitació anual és d'uns 950 mm. El mes més calorós és agost, amb una mitjana anual de 26,5 °C, mentre que el mes més fred és gener amb al voltant de 6,5 °C. Els registres històrics més extrems són de 40,2 °C i -5,4 °C.

## Subdivisions
La ciutat-prefectura de Ziyang es divideix en un districte i dos comtats, des que el municipi de Jianyang (简阳市) va ser cedit a Chengdu el 3 de maig de 2016.
| Map de Ziyang                               | Map de Ziyang         | Map de Ziyang | Map de Ziyang | Map de Ziyang   | Map de Ziyang | Map de Ziyang   |
| ------------------------------------------- | --------------------- | ------------- | ------------- | --------------- | ------------- | --------------- |
| Yanjiang Comtat · d'Anyue Comtat · de Lezhi |                       |               |               |                 |               |                 |
| #                                           | Nom                   | Hanzi         | Hanyu Pinyin  | Població (2010) | Sup. (km²)    | Densitat (/km²) |
| 1                                           | Districte de Yanjiang | 雁江区        | Yànjiāng Qū   | 905.729         | 1.633         | 554             |
| 2                                           | Comtat de Lezhi       | 乐至县        | Lèzhì Xiàn    | 546.773         | 1.424         | 384             |
| 3                                           | Comtat d'Anyue        | 安岳县        | Ānyuè Xiàn    | 1.141.347       | 2.690         | 424             |